# Uddannelsescentret Nygård
Uddannelsescentret Nygård, tidligere Nygårdsskolen, er en folkeskole med ca. 200 elever i Brøndby Kommune. Skolen, som ligger i det nordlige Brøndbyøster, er kommunens 10. klasseskole og har også et par specialklasser med 8.- og 9.-klasseselever. Skolen lægger også lokaler til en produktionshøjskole.
Ved siden af skolen ligger en integreret institution og Vestbadet.

## Link
- Skolens website

|  | Denne artikel om en bygning eller et bygningsværk kan blive bedre, hvis der indsættes et (bedre) billede. Du kan hjælpe ved at afsøge Wikimedia Commons for et passende billede eller lægge et op på Wikimedia Commons med en af de tilladte licenser og indsætte det i artiklen. |

| Skole | Spire Denne artikel om en skole, en uddannelsesinstitution eller uddannelse er en spire som bør udbygges. Du er velkommen til at hjælpe Wikipedia ved at udvide den. |

55°40′8.76″N 12°26′35.54″Ø / 55.6691000°N 12.4432056°Ø